# Rotscheitel-Mückenfresser
Der Rotscheitel-Mückenfresser (Conopophaga melanops) auch Schwarzwangen-Mückenfresser ist eine Vogelart aus der Familie der Mückenfresser (Conopophagidae). Die Art ist ein Bewohner der tropischen Atlantikwälder im Osten Brasiliens, wo sie Jagd auf kleine Insekten macht. Männchen und Weibchen unterscheiden sich in ihrem Aussehen deutlich voneinander, wobei männliche Exemplare auffälliger gefärbt sind. Die Art gilt in ihrem Fortbestehen nicht als konkret gefährdet. 

## Merkmale

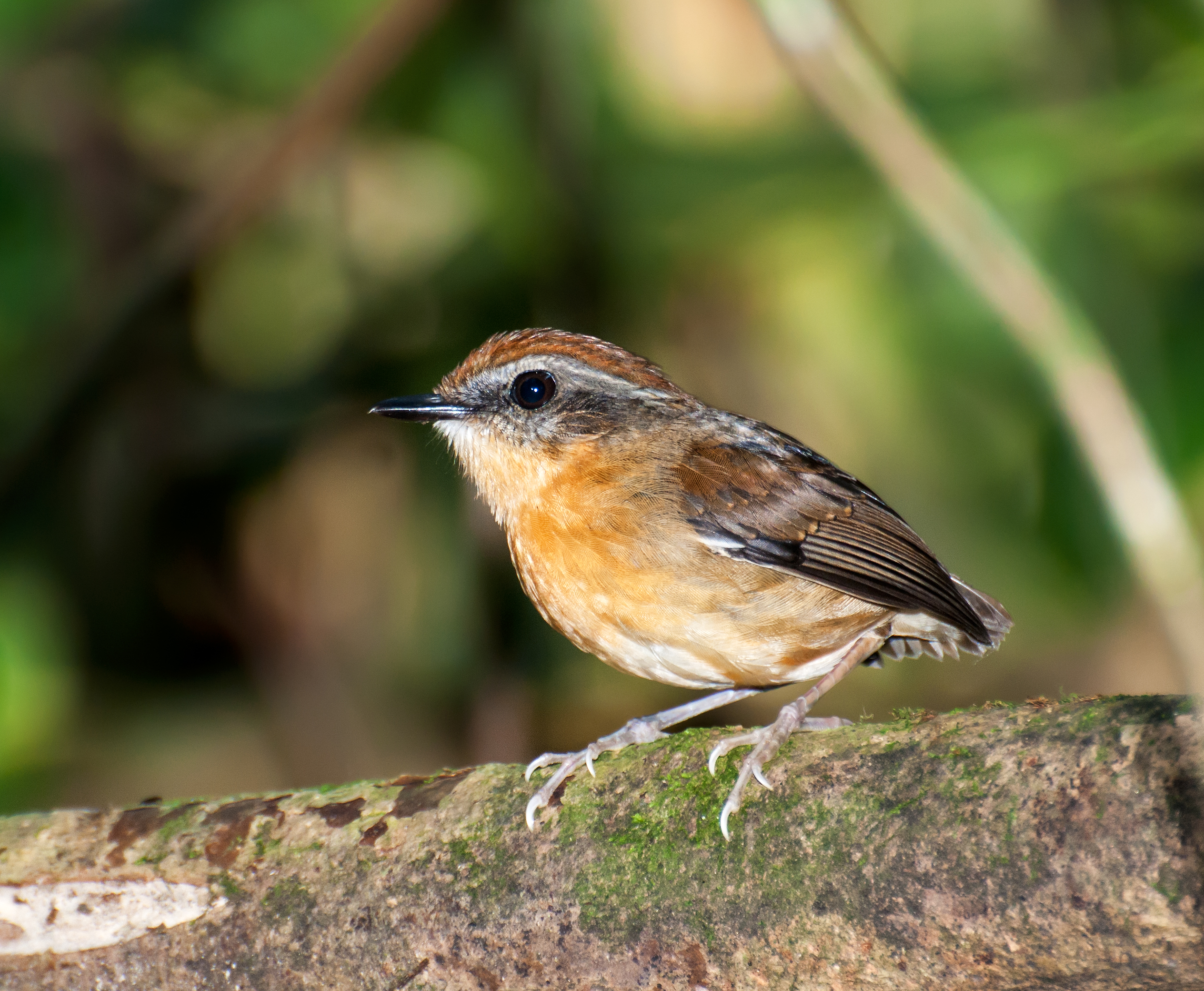
Weibliche Exemplare sind deutlich schlichter gefärbt als die Männchen

Rotscheitel-Mückenfresser sind eher kleine Vögel, die ausgewachsen eine Größe zwischen 10,5 und 12 cm, bei einem Gewicht von circa 20 g erreichen. Der Körperbau wirkt allgemein rundlich, mit einem kurzen, dicken Hals und ebenso kurzen Flügeln sowie besonders stark verkürzten Schwanzfedern. Wie bei Mückenfressern üblich liegt auch beim Rotscheitel-Mückenfresser hinsichtlich der Gefiederfärbung ein deutlich ausgeprägter Sexualdimorphismus vor. Die prächtigeren Männchen sind vor allem anhand ihrer leuchtend orange-roten Hauben und Nacken leicht zu unterscheiden. Der Gesichtsbereich inklusive der Zügel grenzt sich hiervon durch ein kräftiges Schwarz scharf kontrastierend ab. Diese Färbung setzt sich auch als schmales Band entlang des Halses bis in den unteren Nackenbereich fort. Männlichen Rotscheitel-Mückenfressern fehlen hingegen zumeist die aufstellbaren, weißen Federbüschel hinter dem Auge, die ansonsten für Vertreter der Gattung Conopophaga typisch sind. Nur bei manchen, möglicherweise älteren Exemplaren finden sich in diesem Bereich einzelne, verlängerte Federn. Die Kehle und der obere Brustbereich sind reinweiß gefärbt. Die übrige Brust und die Flanken zeigen hingegen ein dunkles Schiefergrau, das zum unteren Bauchbereich und zur Kloake hin heller wird und in einen variabel ausgeprägten, weißen Fleck oder Streifen übergeht. Am Rücken und den Flügeln dominieren Brauntöne, wobei die Konturfedern am oberen Rücken breite, schwarze Säume aufweisen, wodurch ein leicht gestreifter oder geschuppter Eindruck entsteht. Die Schirmfedern und Armdecken sind in etwas wärmeren, leicht rötlichen Brauntönen gehalten, während die Handdecken zweifarbig, mit einer dunkleren Außenfahne sind. Der kurze, gerade Schnabel ist einheitlich schwarz, der Oberschnabel endet in einem kleinen, leicht nach unten gebogenen Haken. Beine und Füße sind gräulich, mit teilweise leicht rosafarbenen Einschlägen gefärbt. Die Iris des Auges zeigt ein dunkles Braun.
Weibliche Rotscheitel-Mückenfresser sind auf den ersten Blick anhand der fehlenden orange-schwarzen Färbung des Kopfes zu unterscheiden. Stattdessen findet sich bei ihnen eine Maske in verwaschenem Braun, an die sich ein schmaler grauer Überaugenstreif anschließt, der in Richtung der Zügel und an den Augen etwas blasser wird. Die Färbung der Haube ist recht variabel und kann von kräftigem Orangebraun über Dunkelbraun bis hin zu einem matten Graubraun reichen. Rücken und Rumpf sind braun gefärbt, mit einer ähnlichen angedeuteten Musterung wie bei den Männchen. Die Vorderseite ist überwiegend in einem rötlichen Orange gehalten, dessen Sättigung individuell variiert. Diese Färbung ist in der Regel an der Brust und den Seiten am kräftigsten, während die Kehle und der Bauch etwas blasser sind. Die Flügel sind allgemein etwas dunkler gefärbt, jedoch ähnlich gemustert wie die der Männchen. Auffällig sind allerdings breite, schwarze Säume der Arm- und Handschwingen, sowie des Daumenfittichs. Das Aussehen der unbefiederten Körperteile unterscheidet sich zwischen den Geschlechtern kaum, lediglich an den Beinen sind Weibchen gelegentlich etwas dunkler gefärbt, mit leichter Tendenz zu hellen Brauntönen.

## Habitat und Lebensweise
Der Rotscheitel-Mückenfresser bevorzugt feuchte, teilweise sehr dunkle Wälder als Lebensraum, die oft stark von Moosen überwuchert sind. Besonders häufig sind die Vögel in der Nähe von Wasserläufen und kleinen Schluchten anzutreffen. In etwas trockeneren Teilen des Verbreitungsgebiets, wie etwa dem Bundesstaat Rio de Janeiro, kommen die Vögel nur in kleinerer Zahl vor. Nur lokal begrenzt wird auch dichter Sekundärwald besiedelt, generell benötigt die Art aber relativ unberührten Primärwald zum Überleben. Die Art ist ein Standvogel, der sich nicht an den saisonalen Vogelzügen beteiligt. Wie alle Mückenfresser verbringen sie den Großteil der Zeit in den unteren Etagen des Waldes, bewegen sich jedoch eher selten direkt am Erdboden fort. Die Fortbewegung erfolgt dabei entweder hüpfend und kletternd oder in kurzen, direkten Flügen. Längere Strecken im Flug werden hingegen kaum zurückgelegt. Beim Rotscheitel-Mückenfresser handelt es sich um einen reinen Tieflandbewohner, der in der Regel bis auf Höhen von circa 800 m nachgewiesen werden kann. Es sind territoriale Vögel, die in der Regel allein oder in Paaren angetroffen werden und ihr Revier aktiv gegen eindringende Artgenossen verteidigen. Nur gelegentlich schließen sie sich bei der Nahrungssuche zeitweise Schwärmen aus anderen Arten an.

### Ernährung und Jagdverhalten
Wie bei anderen Mückenfressern besteht die Nahrung des Rotscheitel-Mückenfressers überwiegend aus kleineren Gliederfüßern. In den Mägen zweier untersuchter Exemplare aus Minas Gerais im Südosten Brasiliens fanden sich Überreste eines breiten Spektrums an Beutetieren, darunter etwa Ameisen, verschiedene Hautflügler, Käfer und Larven diverser Arten. Zumindest gelegentlich werden darüber hinaus auch kleine Wirbeltiere, wie etwa Frösche erbeutet. Die Jagd findet entweder in der niedrigen Vegetation dicht über dem Boden oder direkt am Erdboden statt, wo in diesen Fällen die Schicht aus herabgefallenen Blättern nach Fressbarem durchsucht wird. Beutetiere werden mit dem Schnabel aufgepickt und direkt verzehrt, fliegende Beute auch springend oder in kurzen Flugphasen verfolgt. Darüber hinaus gehört der Rotscheitel-Mückenfresser zu den Vogelarten, die Treiberameisen auf deren Wanderungen folgen, um von den Ameisen aufgeschreckte und häufig desorientierte Tiere leichter erbeuten zu können.

### Stimme
Der eigentliche Gesang der Art ist eine zwischen fünf und acht Sekunden andauernde Abfolge von trillernden Lauten, die in einem Frequenzbereich zwischen 1,5 und 3,5 kHz vorgetragen wird. Während der Brutzeit ist er von beiden Geschlechtern zu hören, den Rest des Jahres über singen jedoch in der Regel nur die Männchen. Darüber hinaus ist ein als Kontaktruf interpretiertes, klingelndes zhink oder zhweenk bekannt.

### Fortpflanzung
Obwohl erste Nester der Art bereits in den 1950er-Jahren gefunden wurden, wurde das eigentliche Fortpflanzungsverhalten erst zu Beginn des 21. Jahrhunderts wissenschaftlich beschrieben. Der Nestbau dauert zwischen 14 und 20 Tagen und wird von beiden Geschlechtern durchgeführt. Erste Paare beginnen damit in der Regel Mitte Oktober, während die letzten Mückenfresser den Bau erst im Januar starten. Die Brutzeit endet spätestens im Februar, mit dem Einsetzen der Regenzeit. Als Nistplatz dient niedrig wachsende, buschige Vegetation, wobei Höhen zwischen 20 und 80 cm über dem Erdboden bevorzugt werden. Als Nistmaterial werden kleine Stöcke und tote Blätter genutzt, die zu einer napfförmigen Konstruktion mit 10 bis 12 cm Durchmesser verwoben werden. Zumindest gelegentlich wird das Nest außerdem mit den Mycelsträngen von Pilzen, darunter vor allem denen von Schwindlingen (Marasmius), ausgekleidet. Die typische Gelegegröße liegt bei zwei Eiern, die jeweils an aufeinanderfolgenden Tagen gelegt werden, Nester mit nur einem einzelnen Ei sind jedoch ebenfalls bekannt. Die Schale der Eier zeigt eine Färbung in dunklen Weiß- oder blassen Brauntönen und ist unregelmäßig mit dunkelbraunen Flecken und Tupfern gesprenkelt. Ihre durchschnittliche Größe liegt bei etwa 21–23 × 16–17 mm und einem Gewicht von circa 3,5 g. An der Bebrütung der Eier, die etwa 18 Tage in Anspruch nimmt, beteiligen sich beide Altvögel gleichermaßen. Ebenso versorgen beide Elternteile den Nachwuchs nach dem Schlüpfen mit Nahrung und hudern diesen über längere Zeiträume. Nähert sich eine potenzielle Bedrohung dem Nest, verbleiben die Vögel zunächst regungslos, bis diese den Nistplatz fast erreicht hat. Entfernt sich der Eindringling daraufhin nicht, fliegen die Vögel auf und versuchen, diesen durch aufgeregtes Flattern am Boden und das Vortäuschen eines gebrochenen Flügels vom Nest abzulenken. Bis zum Flüggewerden der Jungvögel vergehen circa 14 bis 15 Tage, allerdings verbleiben die Nachkommen auch nach dem Verlassen des Nests noch für mindestens 65 Tage im Territorium der Eltern und werden teilweise von diesen weiter mit Nahrung versorgt.

## Verbreitung und Gefährdung

Verbreitungsgebiet des Rotscheitel-Mückenfressers

Der Rotscheitel-Mückenfresser ist ein endemischer Bewohner Brasiliens, wo ausschließlich die fragmentierten Überreste der Mata Atlântica an der Ostküste des Landes besiedelt werden. Das Verbreitungsgebiet erstreckt sich dabei in etwa von Santa Catarina im Süden bis nach Rio Grande do Norte im Norden. Die nördlichsten Populationen scheinen jedoch geographisch von ihren Artgenossen isoliert zu sein, in einem Gebiet zwischen dem Norden Bahias und dem Süden Alagoas sind keine Sichtungen bekannt. Die IUCN stuft die Art mit Stand 2017 auf der niedrigsten Gefährdungsstufe least concern („nicht gefährdet“) ein, stellt jedoch einen allgemeinen Rückgang der Bestandszahlen fest. Die Unterart C. m. nigrifons wird von den brasilianischen Behörden allerdings als „gefährdet“ eingestuft. Größte Bedrohung für den Fortbestand der Art ist unzweifelhaft das Verschwinden der unter beständigem Siedlungsdruck stehenden Atlantikwälder, wobei die Toleranz des Rotscheitel-Mückenfressers für sekundären Bewuchs es ihm erlaubt, in Gebieten zu überleben, aus denen andere endemische Arten bereits verschwunden sind. So sind die Vögel beispielsweise gar in Waldfragmenten auf dem Stadtgebiet der Metropole Rio de Janeiro nachweisbar.

## Systematik
Die Erstbeschreibung des Rotscheitel-Mückenfressers stammt aus dem Jahr 1818 und geht auf den französischen Naturforscher Louis Pierre Vieillot zurück. Sie erschien ursprünglich im 27. Band des Nouveau dictionnaire d'histoire naturelle. Als wissenschaftlichen Namen der neuen Art vergab Vieillot zunächst das Binomen Platyrhynchos melanops, womit er sie anfangs zu den Breitschnabeltyrannen stellte. Der Holotyp ist ein männliches Exemplar, das von Pierre Antoine Delalande in der Umgebung der Stadt Rio de Janeiro gesammelt worden war. Das Artepitheton setzt sich dabei aus den altgriechischen Begriffen μελανος, melanos für „schwarz“ und ωπος, ōpos für „Gesicht“ zusammen. 1858 überführte Philip Lutley Sclater die Art in die Gattung Conopophaga, in der sie bis heute verblieben ist. Molekulargenetische Untersuchungen ergaben, dass der Rotscheitel-Mückenfresser eine eher basale Stellung innerhalb dieser Gattung einnimmt. Sein engster Verwandter ist vermutlich der Weißbüschel-Mückenfresser (C. melanogaster).
Innerhalb der Art werden in der Regel drei Unterarten unterschieden, deren Gültigkeit jedoch, vor allem auf Grund großer individueller Abweichungen bei der Gefiederfärbung, als zweifelhaft gilt. In der Vergangenheit spielte vor allem die Breite des schwarzen Gesichtsbands der Männchen bei der Einordnung in die eine oder andere Unterart eine große Rolle, die Validität dieser Praxis ist jedoch in der Fachwelt mittlerweile umstritten. Stattdessen sei maximal eine leichte Tendenz zu etwas breiteren Streifen im nördlichen Teil des Verbreitungsgebiets zu erkennen. Um den exakten taxonomischen Status der einzelnen Populationen zu bestimmen, wären in der Zukunft größer angelegte Studien notwendig. Derzeit nennen maßgebliche Autoritäten die folgenden Unterarten:
- C. m. melanops (Vieillot, 1818) – Das Verbreitungsgebiet der Nominatform soll sich im Südosten Brasiliens von Espírito Santo und Minas Gerais im Norden bis nach Santa Catarina im Süden erstrecken. Darüber hinaus werden die vor der Küste liegenden Inseln Ilha Grande und Santa Catarina besiedelt.
- C. m. perspicillata (Lichtenstein, 1823) – Ursprünglich als eigene Art Myiothera perspicillata beschrieben. Beschränkt auf die Bundesstaaten Bahia und Sergipe.
- C. m. nigrifrons Pinto, 1954 – Die nördlichste Unterart kommt von Rio Grande do Norte und Paraíba bis hinab nach Alagoas vor. Ihr Verbreitungsgebiet ist von dem der übrigen Populationen isoliert, möglicherweise liegt hier statt einer Unterart des Rotscheitel-Mückenfressers eine eigenständige Art vor.